# L 97-12
L 97-12 eller Gliese 293, är en ensam stjärna i den norra delen av stjärnbilden Flygfisken. Den har en skenbar magnitud av ca 13,96 och kräver  ett kraftfullt teleskop för att kunna observeras. Baserat på parallax enligt Gaia Data Release 3 på ca 122,4 mas, beräknas den befinna sig på ett avstånd på ca 26,6 ljusår (ca 8,17 parsek) från solen. Den rör sig bort från solen med en heliocentrisk radialhastighet på ca 93 km/s.
Möjligen är L 97-12 den nionde närmaste vita dvärgen efter Sirius B, Procyon B, van Maanens stjärna, Gliese 440, 40 Eridani B, Stein 2051 B, GJ 1221 och Gliese 223.2. Det finns dock en sannolikhet för att de vita dvärgarna GJ 1087, Gliese 518 och (med mindre sannolikhet) Gliese 915 kan ligga närmare. Trigonometrisk parallax av L 97-12 ingick i YPC (Yale Parallax Catalog) 

## Egenskaper
L 97-12 är en vit dvärgstjärna av spektralklass DC8.8. eller DC10.3 Den har en massa som är ca 0,59 solmassa, en radie (beräknad från ytgravitation och massa) som är ca 0,013 solradie och har en effektiv temperatur av ca 5 700 K.